# Armenische Eishockeyliga 2005/06
Die Saison 2005/06 war die fünfte Spielzeit der armenischen Eishockeyliga, der höchsten armenischen Eishockeyspielklasse. Meister wurde zum ersten Mal in der Vereinsgeschichte überhaupt Urartu Jerewan.

## Modus
Der Tabellenerste der Hauptrunde wurde Meister.

## Tabelle
|    | Klub               |
| -- | ------------------ |
| 1. | Urartu Jerewan     |
| 2. | SKA Jerewan        |
| 3. | HC Dinamo Jerewan  |
| 4. | Schengawit Jerewan |
| 5. | Schirak Gjumri     |